# Peeradon Chamratsamee
Peeradon Chamratsamee (thailändisch พีรดนย์ ฉ่ำรัศมี, * 15. September 1992 in Bangkok), auch als New (thailändisch นิว) bekannt, ist ein thailändischer Fußballspieler.

## Karriere

### Verein
Peeradon Chamratsamee erlernte das Fußballspielen in der Schulmannschaft der Debsirin School in Bangkok. 2013 unterschrieb er seinen ersten Vertrag beim Chamchuri United FC. Der Verein aus der Hauptstadt Bangkok spielte in der 3. Liga, der damaligen Regional League Division 2. Hier spielte er bis Ende 2014 und schoss in 36 Spielen sechs Tore. 2015 unterschrieb er einen Vertrag beim thailändischen Top-Club Muangthong United in Pak Kret. Hier wurde er jedoch sofort für ein Jahr an Pattaya United ausgeliehen. Mit dem Verein aus dem Seebad Pattaya United spielte er in der zweiten Liga, der Thai Premier League Division 1. Mit den Dolphins schaffte er den Aufstieg in die Thai League. Nach der Saison kehrte er zu Muangthong United zurück, wo er die Saison 2016 absolvierte um 2017 wieder auf Leihbasis zu Pattaya United zurückzukehren. Die Leihe endete mit Ablauf der Saison 2017. 2018 wurde er dann von Pattaya United fest verpflichtet. Von 2019 bis Mitte 2021 spielte er für den Samut Prakan City FC, einem Erstligaverein, der in Samut Prakan beheimatet ist. Für SPC stand er 47-mal in der ersten Liga auf dem Spielfeld. Im Juli 2021 wechselte er nach Buriram zu Buriram United. Am Ende der Saison 2021/22 feierte er mit Buriram die thailändische Meisterschaft. Am 22. Mai 2022 stand er mit Buriram im Finale des FA Cup. Hier besiegte man den Erstligisten Nakhon Ratchasima FC nach Verlängerung mit 1:0. Eine Woche später stand er mit dem Verein im Finale des Thai League Cup, wo man den Erstligisten PT Prachuap FC mit 4:0 besiegte. Nach seiner Einwechselung erzielte er in der 90. Minute das Tor zum 3:0. Ein Jahr später feierte er mit Buriram erneut die Meisterschaft sowie den Gewinn des Pokals und des Ligapokals. 2024 wurde er mit Buriram zum dritten Mal Meister. Nach insgesamt 69 Ligaspielen wechselte er im Sommer zum ebenfalls in der ersten Liga spielenden Port FC.

### Nationalmannschaft
2010 bis 2013 spielte er für die thailändischen Juniorenmannschaften U-19 und U-23. 2010 spielte er achtmal für die U-19 und schoss dabei drei Tore. 2013 spielte er fünfmal für die U-23 und schoss dabei ebenfalls zwei Tore. 2017 wurde er in die thailändische Nationalmannschaft berufen. Sein Debüt gab er am 6. Juni 2017 in einem Freundschaftsspiel gegen Usbekistan. Im Januar 2023 stand er mit dem Team im Endspiel der Südostasienmeisterschaft. Hier konnte man sich in den beiden Endspielen gegen Vietnam mit insgesamt 3:2 durchsetzen.

## Erfolge

### Verein
Muangthong United
- Thailändischer Meister: 2016

- Thailändischer Ligapokalsieger: 2016

Pattaya United
- Thailändischer Zweitligavizemeister: 2015 (2. Platz)  ▲

Buriram United
- Thailändischer Meister: 2021/22, 2022/23, 2023/24
- Thailändischer Pokalsieger: 2021/22,  2022/23
- Thailändischer Ligapokalsieger:  2021/22, 2022/23

### Nationalmannschaft
Thailand
- Südostasienmeisterschaft: 2022